# 김제 청도리 삼층석탑
김제 청도리 삼층석탑(金堤 淸道里 三層石塔)은 전북특별자치도 김제시에 있는 삼층석탑이다. 2000년 6월 23일 전라북도의 문화재자료 제153호로 지정되었다.

## 개요
귀신사와 가까운 곳에 서 있는 탑으로, 본래의 모습을 많이 잃어 다시 복원한 것이다.
형태는 2층 기단(基壇) 위에 3층의 탑신(塔身)을 올린 모습이다. 아래층 기단에는 안상(眼象) 무늬를, 위층 기단에는 기둥 모양을 새겨 놓았다. 탑신의 몸돌에도 기둥 모양을 새겼으며, 네 귀퉁이가 살짝 들린 지붕돌은 밑면에 3단의 받침을 두었다.
탑신의 몸돌과 지붕돌이 부분적으로 파괴 되었다. 지붕돌이 백제의 석탑 양식을 보이고 있어, 백제 지역에 세운 고려시대 탑으로 추정된다. 귀신사에서 조금 떨어진 밭가운데에 자리하고 있는데, 밭이 나씨 종중의 소유라 사찰에서 관리 보존할 수 없는 어려움이 있다.

## 같이 보기
- 삼층석탑

## 참고 자료
- 청도리삼층석탑 - 국가유산청 국가유산포털